# La Selve (Aveyron)
La Selve (okzitanisch La Selva) ist eine französische Gemeinde mit 583 Einwohnern (Stand 1. Januar 2022) im Département Aveyron in der Region Okzitanien (vor 2016 Midi-Pyrénées). Sie gehört zum Arrondissement Millau (bis 2017 Rodez) und zum Kanton Monts du Réquistanais. Die Einwohner werden Selvois genannt.

## Geographie
La Selve liegt rund 35 Kilometer nordöstlich von Albi und etwa 30 Kilometer südsüdwestlich von Rodez. An der südlichen Gemeindegrenze verläuft das Flüsschen Durenque. Nachbargemeinden sind Cassagnes-Bégonhès im Norden, Auriac-Lagast im Nordosten, Durenque im Osten, Réquista im Süden und Südosten, Saint-Jean-Delnous im Südwesten, Lédergues im Südwesten sowie Rullac-Saint-Cirq im Westen.

## Bevölkerungsentwicklung
| Jahr                       | 1962 | 1968 | 1975 | 1982 | 1990 | 1999 | 2006 | 2018 |
| Einwohner                  | 1264 | 1148 | 952  | 867  | 787  | 713  | 675  | 628  |
| Quellen: Cassini und INSEE |      |      |      |      |      |      |      |      |

## Sehenswürdigkeiten
- Himmelfahrts-Kirche
- Kirche Saint-Jean-Baptiste im Ortsteil Bégon
- Kirche Saint-Martial im Ortsteil Lagarde